# Tithaeus siamensis
Tithaeus siamensis is een hooiwagen uit de familie Tithaeidae. De originele naamcombinatie (protoniem) is Tithaeus siamensis Roewer, 1949. De huidige (vanaf 2023) geldig wetenschappelijke naam van Tithaeus siamensis Gaat terug op Carl Frederick Roewer.